# Perla Covasnei
Perla Covasnei este o companie producătoare de apă minerală din România.
Capitalul companiei este controlat de Bere Azuga (32,97%), Balazs Zoltan (15,55%) și Violeta Moraru, care deține 33% din acțiuni, împreună cu firma Mixt-Elis SRL.
Titlurile companiei se tranzacționează la categoria de bază a pieței Rasdaq, sub simbolul PELA.
În anul 2010, Perla Covasnei a înregistrat o cifră de afaceri de peste 14 milioane de lei și a comercializat 12 milioane de sticle.
Cifra de afaceri 2008: 14,5 milioane lei